# 達拉基
達拉基（波斯語：‎）是伊朗的城市，位於該國西南部波斯灣和札格羅斯山脈之間的平原，由布什爾省負責管轄，距離首府布什爾65公里，海拔高度137米，2006年人口7,861。